# Chiesa e convento di Santa Margherita in Castelvecchio
La chiesa e il convento di Santa Margherita in Castelvecchio sono un complesso conventuale di Siena.

## Storia e descrizione

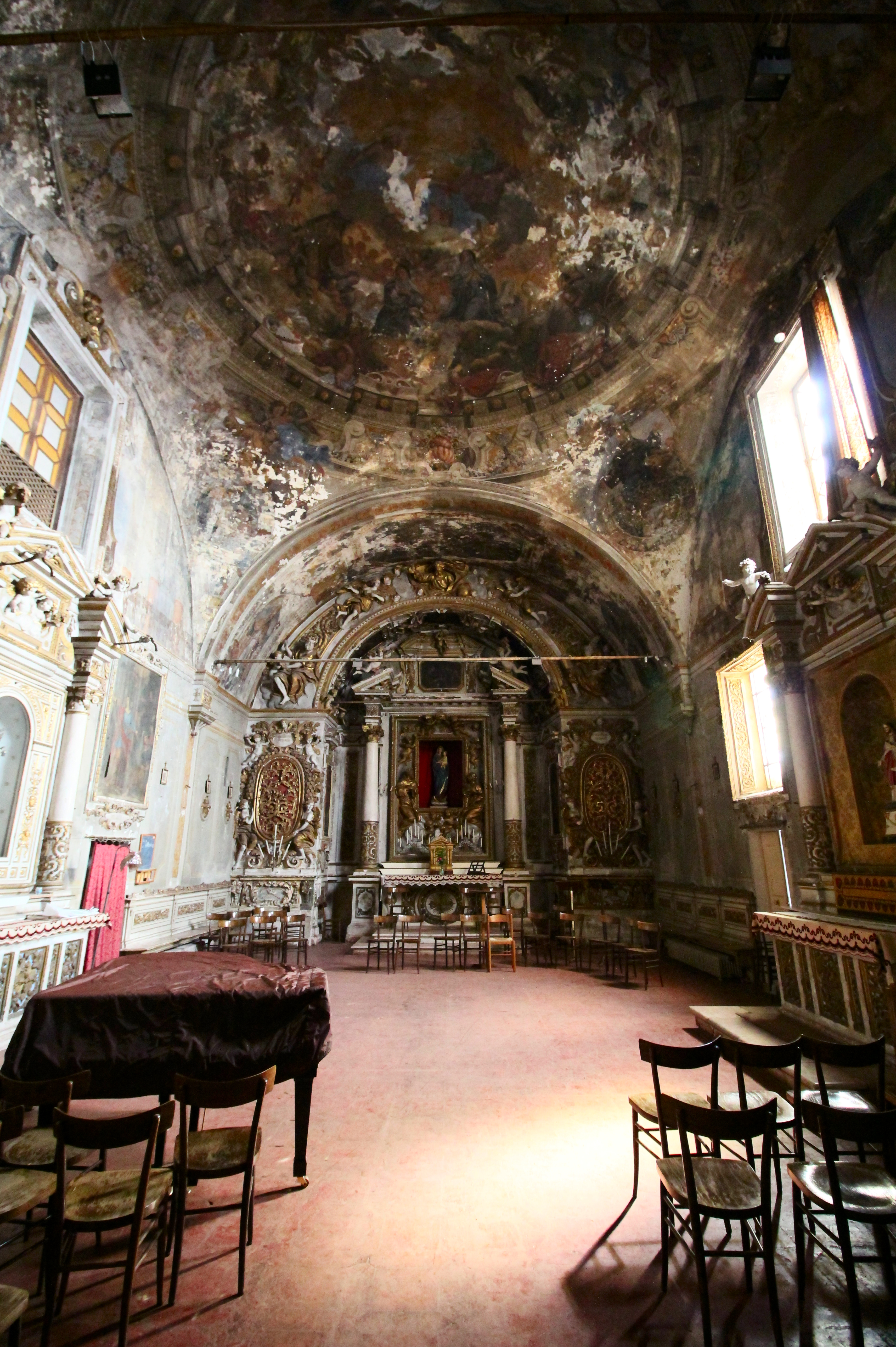
L'interno della chiesa

L'antica chiesa e convento, intitolati alla santa martire Margherita d'Antiochia, sono oggi inglobati negli edifici ottocenteschi dell'ex Istituto per sordomuti "Tommaso Pendola", sulla collina di Castelvecchio, laddove la tradizione colloca la prima sede del vescovado senese. In questo luogo è attestata la presenza di una comunità monastica femminile di regola francescana fin dalla seconda metà del sec. XIII. Si ha notizia che Sisto IV nel 1473 diede licenza alle monache di costruire l'Oratorio, che nelle forme attuali risale tuttavia alla fine del sec. XVII; fu dedicato infatti dall'arcivescovo Leonardo Marsili il 24 febbraio 1693. 
La chiesa è decorata da dipinti murali in stato di precaria conservazione. Sulla fascia della volta verso l'ingresso sono leggibili gli affreschi di Giuseppe Nicola Nasini, realizzati nel 1693, raffiguranti la Maddalena, l'adorazione dei Pastori e un S. Girolamo; Annibale Mazzuoli dipinge invece gli affreschi della calotta centrale che raffigurano la gloria della Vergine e i pennacchi coi santi francescani:  nella seconda fascia della volta verso l'altare realizza l'effige dei due santi teologi Bonaventura e Tommaso d'Aquino. Il refettorio è contraddistinto dalla tradizionale immagine dell'Ultima cena, affrescata da Bernardino Fungai alla fine del Quattrocento. Le tre lunette soprastanti, affrescate con Storie della Passione di Cristo, sono state attribuite al contemporaneo Biagio d'Antonio. 
Nel 1821 la chiesa fu concessa come oratorio alla contrada della Pantera che la utilizzò fino al 1957, provvedendo a dotarla di un cospicuo nucleo di arredi. Attualmente la Chiesa è sede del coro lirico più antico e prestigioso della Città, l'Unione Corale Senese Ettore Bastianini.